# خوان لومباردو

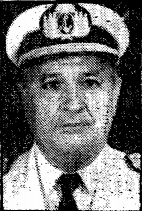
خوان لومباردو

خوان خوزه لومباردو (زاده ۱۹ مارس ۱۹۲۷ – درگذشته ۲۶ نوامبر ۲۰۱۹) یک نایب دریاسالار آرژانتینی بود که به اتهام جنایت علیه بشریت زندانی شد. او فرمانده کل عملیات آتلانتیک جنوبی در طول جنگ فالکلند در سال ۱۹۸۲ بود. او همچنین مغز متفکر حمله آرژانتین به فالکلند بود. لومباردو در سالتو، بوئنوس آیرس در مارس ۱۹۲۷ به دنیا آمد 

## محاکمه
در سال ۲۰۱۰، او به دلیل جنایت علیه بشریت که در جریان روند سازماندهی مجدد ملی در آرژانتین مرتکب شد، در حبس خانگی قرار گرفت.  او بعداً یکی از ۶۳ متهم به چنین جنایاتی در دوران دیکتاتوری در یک سری محاکمه معروف به "مگا محاکمه" بود.
او در فوریه ۲۰۱۶ سومین حکم حبس ابد را دریافت کرد.
او در نوامبر ۲۰۱۹، دو هفته پس از بستری شدن در بیمارستان نیروی دریایی بوئنوس آیرس درگذشت.